# هنری ولکام
هنری ولکام (انگلیسی: Henry Wellcome; ۲۱ اوت ۱۸۵۳ – ۲۵ ژوئیهٔ ۱۹۳۶) کارآفرین اهل ایالات متحده آمریکا بود، که در سال ۱۹۳۶ شرکت ولکام تراست را تأسیس کرد.